# Kowalowce
Kowalowce – wieś w Polsce położona w województwie podlaskim, w powiecie białostockim, w gminie Zabłudów.
Pierwsza wzmianka nazwy Kowalowce pochodzi z roku 1622.
Wieś magnacka hrabstwa zabłudowskiego położona była w końcu XVIII wieku  w powiecie grodzieńskim województwa trockiego Wielkiego Księstwa Litewskiego. 
W 1921 roku wieś liczyła 22 domy i 105 mieszkańców, w tym 53 katolików i 52 prawosławnych.
W latach 1975–1998 miejscowość administracyjnie należała do województwa białostockiego.
Siedzibą parafii zarówno dla katolickich jak i prawosławnych mieszkańców wsi Kowalowce jest pobliski Zabłudów i przynależą oni do: parafii św. Apostołów Piotra i Pawła oraz parafii Zaśnięcia Najświętszej Maryi Panny.